# Штадланд
Штадланд (нем. Stadland) — община в Германии, в земле Нижняя Саксония.
Входит в состав района Везермарш. Население составляет 7524 человека (на 31 декабря 2010 года). Занимает площадь 113,38 км².
Посёлок расположен в 32 километрах на северо-восток от Ольденбурга и в 42 километрах на северо-запад от Бремена.
| Год  | Население |
| ---- | --------- |
| 1990 | 7455      |
| 1995 | 7740      |
| 2000 | 8028      |
| 2005 | 7987      |
| 2010 | 7653      |

## Ссылки

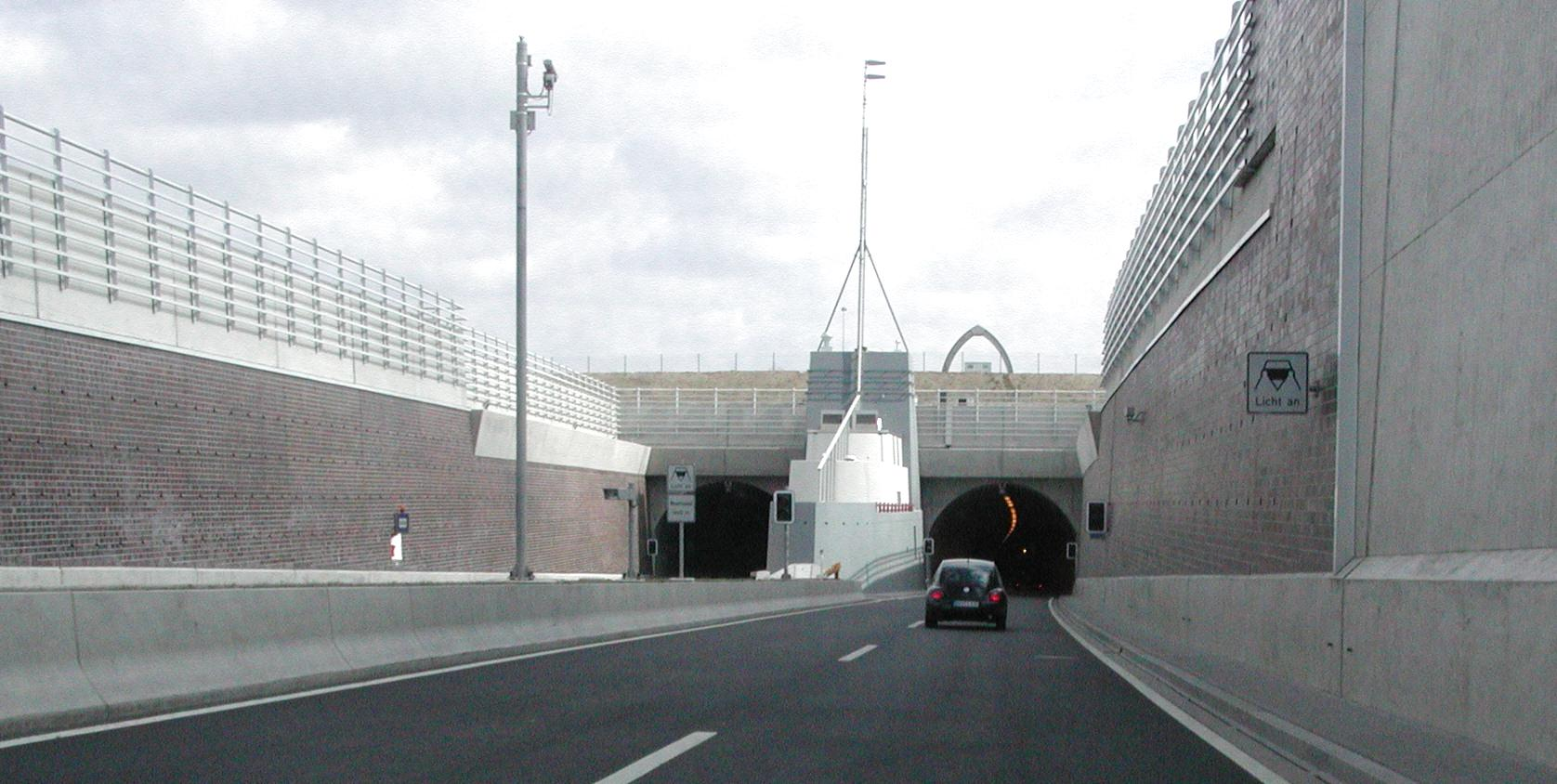
Вход в туннель под Везером

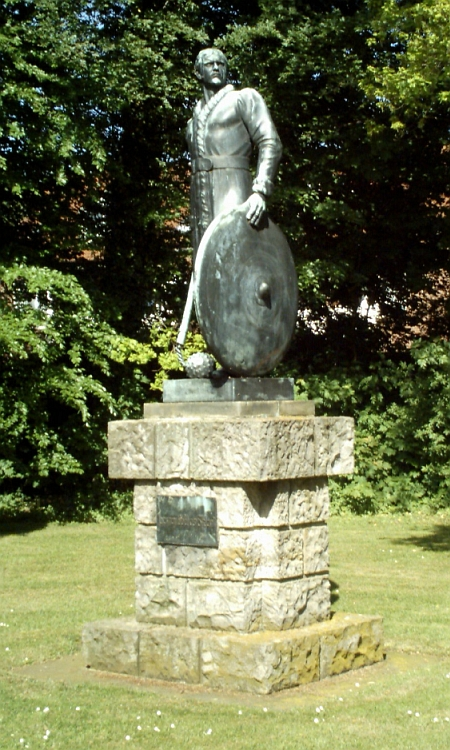
Памятник Фризов в Роденкирхене

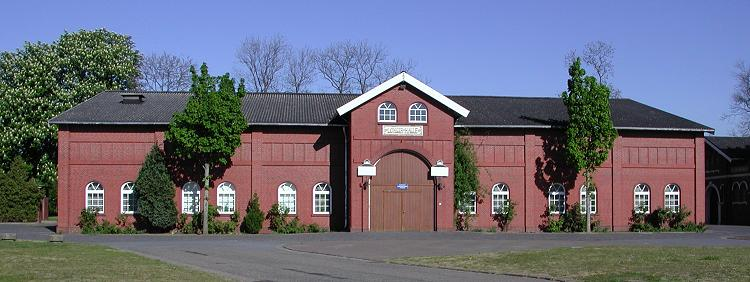
Рынок в Роденкирхене

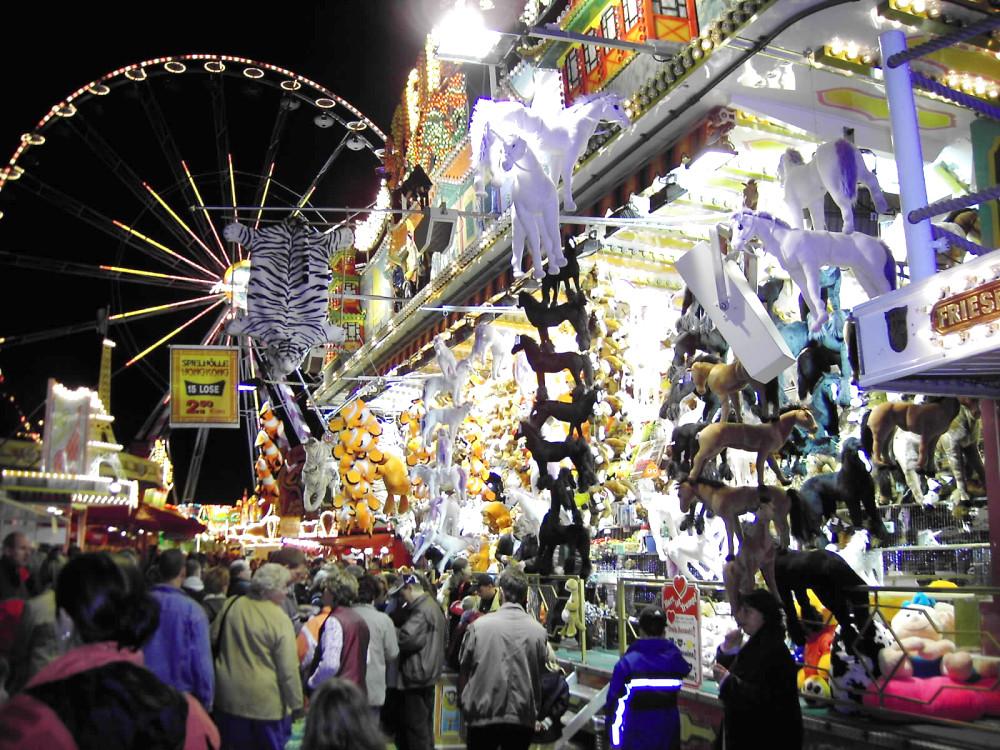
Roonkarker Mart, ярмарка в Роденкирхене